# Clyde School
Clyde School était une école pour les filles en Victoria, Australie entre 1910 et 1975. Fin 1975, Clyde School a fusionné avec Geelong Grammar School et CEGGS The Hermitage (une école pour filles implanté à Geelong, Victoria, Australie entre 1906 et 1975),,.

## Directrices
- Mlle Isabel Henderson (1910-1923)
- Mlle Dorothea Tucker (1923-1936)
- Mlle Olga Hay (1937-1959)
- Mlle Joan Montgomery (1960-1968)
- Mme G. Pringle (1969-1975)

## Groupes d'internes
- Braemar
- Clutha
- Fairelight
- Ingleton